# Thiergeville
Thiergeville település Franciaországban, Seine-Maritime megyében. Lakosainak száma 398 fő (2022. január 1.). Thiergeville Bec-de-Mortagne, Colleville, Contremoulins, Daubeuf-Serville, Thiétreville, Toussaint és Valmont községekkel határos.

## Népesség
A település népessége az elmúlt években az alábbi módon változott:
| Lakosok száma | 404  | 409  | 424  | 406  | 406  | 400  | 399  | 399  | 398  |
|               | 2013 | 2015 | 2016 | 2017 | 2018 | 2019 | 2020 | 2021 | 2022 |